# Château de Hetzendorf
Le château de Hetzendorf est un château baroque de Vienne, dans l'arrondissement de Meidling.

## Histoire
En 1675, la comtesse Piccolomini achète aux sœurs augustines un terrain à Hetzendorf, dans la banlieue lointaine de Vienne, plus loin sur la même route que le château de Schönbrunn. En 1690, elle le revend au comte Sigismund von Thun und Hohenstein qui fait construire en 1694 un pavillon de chasse par l'architecte Johann Bernhard Fischer von Erlach.
En 1709, sa nièce Eleonore Barbara von Thun und Hohenstein hérite du bâtiment et, avec son époux Antoine-Florian de Liechtenstein, demande en 1712 à Lukas von Hildebrandt de revoir l'intérieur et de créer un parc à la française. Mais la reconstruction ne voit pas le jour. Une chapelle à l'intérieur du château est élevée en 1715.
En 1719, le terrain est agrandi et devient un jardin baroque sous la direction d'Anton Ospel (de) et d'Antonio Beduzzi qui changent aussi le château vers ce mouvement.
En 1742, le château revient à Marie-Thérèse d'Autriche qui, après l'avis favorable des médecins universitaires, en fait un lieu de séjour pour sa mère.

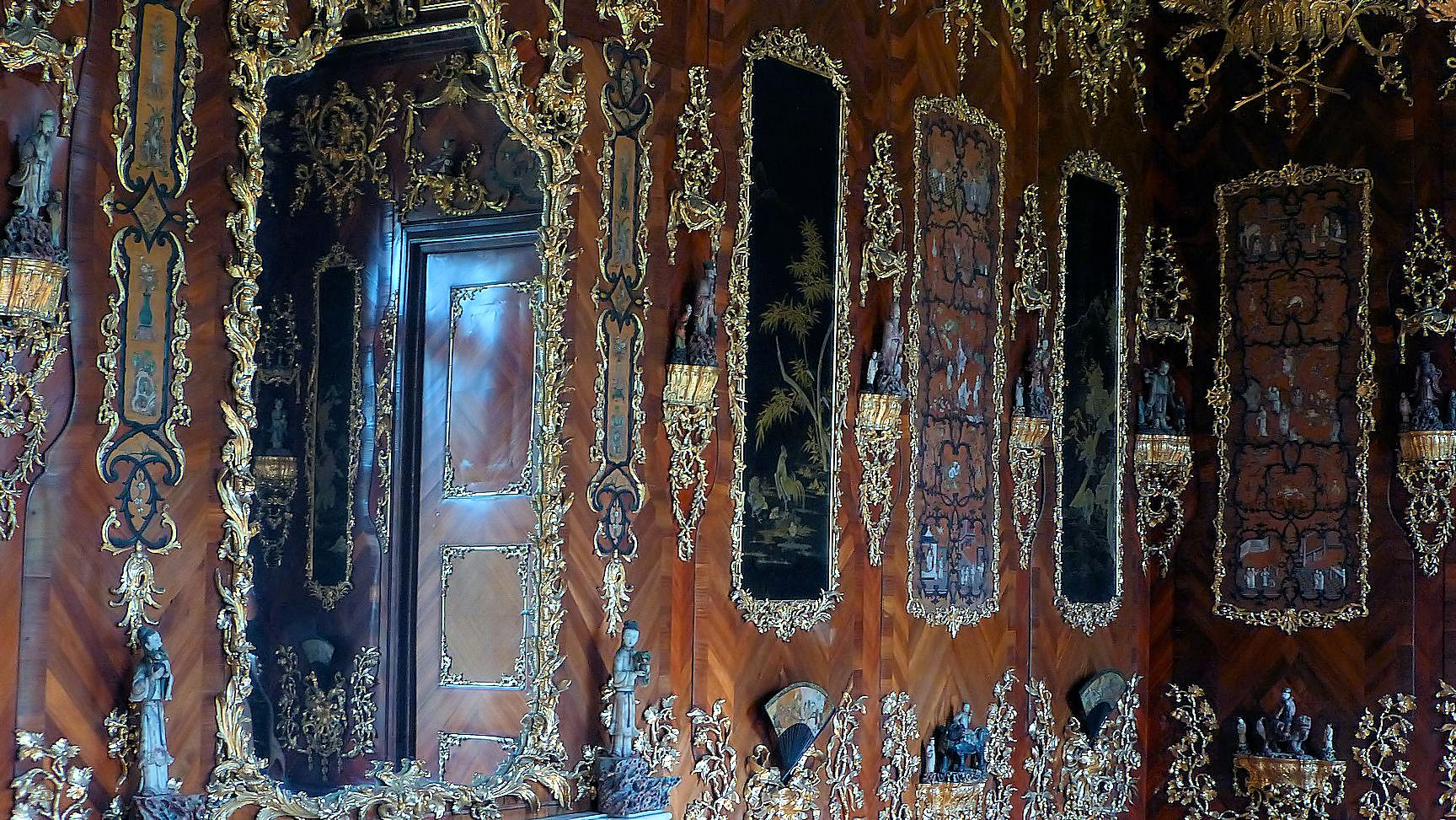
La chambre japonaise

L'année suivante, elle demande à l'architecte Nicolò Pacassi d'agrandir le château et de bâtir une résidence pour sa mère. Il refait la façade nord et la chapelle consacrée en 1745 par Sigismund von Kollonitsch à la Trinité ; le plafond de la nef est décorée de fresques de Daniel Gran. Il s'inspire de François de Cuvilliés l'Ancien pour une chambre japonaise. Une galerie de miroirs reçoit les portraits de la famille impériale peints par Martin van Meytens.
Après la mort de la mère en 1750, le château reste longtemps vide. En 1762, lorsque Marie-Thérèse décide de la vaccination contre la variole, elle fait venir à Hetzendorf les enfants ayant les premiers symptômes et leurs familles pendant où ils vivent et sont soignés quatre semaines.
En 1789 et 1790, Joseph II du Saint-Empire habite ici provisoirement lorsque les autres résidences sont victimes d'inondations et pour améliorer sa santé avec l'air. Il fait construire pour sa cour les bâtiments devant et sur le côté, soit 150 chambres. Son projet de vivre ici plus durablement ne voit pas le jour avec sa mort en 1790.
En 1800 et 1801, Christian August von Seilern (de) s'installe à Hetzendorf après la mort de Maximilien François d'Autriche durant les guerres napoléoniennes. En 1814, Marie-Caroline d'Autriche meurt aussi ici. En 1805 et 1809, le château est occupé par les troupes françaises.
Sous François Ier, le château accueille des fêtes somptueuses l'été. En 1823, Ludwig van Beethoven habite la rue du château. Après le décès de l'empereur en 1835, le château sert principalement de maison d'hôtes impériale, notamment à l'archiduchesse Marie-Anne d'Autriche (1804-1858), sœur de l'empereur. Entre 1839 et 1841, on construit à 400 m à l'est du château une digue pour le préserver de la Südbahn (de). Durant les révolutions de 1848, le château est le quartier général d'Alfred de Windisch-Graetz pour reprendre Vienne.
Le 18 juin 1867, la jeune archiduchesse Mathilde, la plus jeune fille d'Albert de Teschen, y meurt brûlée vive, sa cigarette ayant mis le feu à  sa robe de bal.
À l'occasion de l'exposition universelle de 1873, le château sert de logement à Gyula Andrássy, au prince Frédéric Guillaume de Hohenzollern, Victoria du Royaume-Uni et Nasseredin Shah. 
En 1907, le château est relié au réseau du tramway. Entre 1912 et 1914, l'empereur François-Joseph, met le château à la disposition de son petit-neveu Charles , deuxième héritier, sa famille habitant le château. L'objectif est de rapprocher le jeune archiduc de l'empereur afin de le préparer au gouvernement et de s'assurer de sa sécurité. Après 1918, les châteaux de Hetzendorf et de Schönbrunn sont la propriété de la République d'Autriche allemande puis reviennent à la république autrichienne.
De 1923 à sa mort en 1934, le sculpteur Anton Hanak habite les lieux, un autre locataire durant l'entre-deux-guerres est le violoniste Bronisław Huberman.
Malgré les bombardements à la fin de la Seconde Guerre mondiale, qui touchent principalement le centre et l'aile gauche, le château conserve une grande partie des intérieurs baroques. En 1946, la ville de Vienne loue le château au gouvernement pour installer une école de mode dans les anciennes annexes et dépendances puis le lui achète en 1987.

## Source, notes et références
- (de) Cet article est partiellement ou en totalité issu de l’article de Wikipédia en allemand intitulé « Schloss Hetzendorf » (voir la liste des auteurs).